# Culture de Papouasie-Nouvelle-Guinée

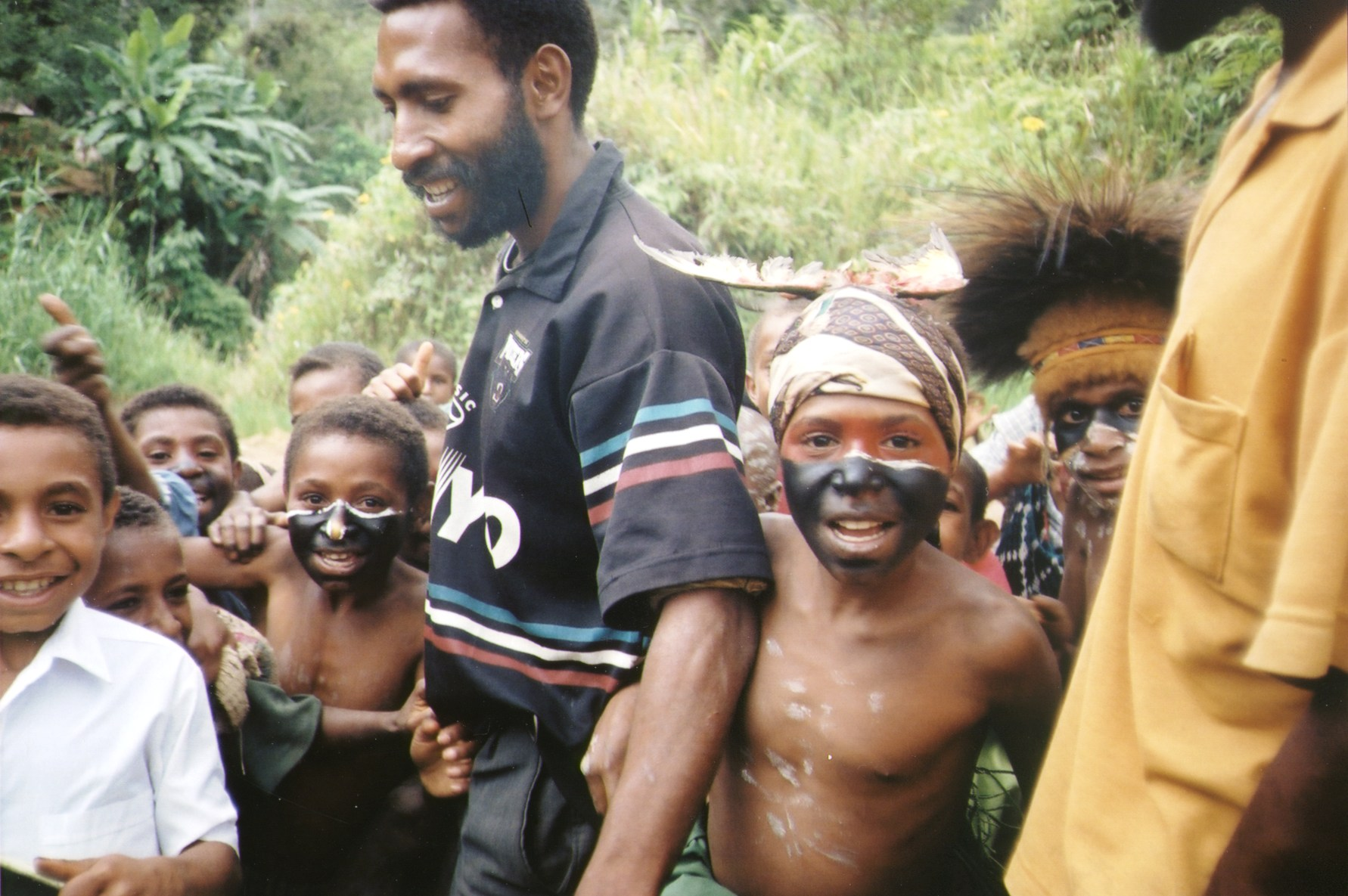
Des enfants de Papouasie-Nouvelle-Guinée lors d'un rassemblement festif.

La culture de la Papouasie-Nouvelle-Guinée est complexe et multiforme. On estime qu'il existe plus de 7 000 groupes culturels différents en Papouasie-Nouvelle-Guinée, et la plupart d'entre eux ont leur propre langue. En raison de cette diversité, dont les habitants sont fiers, de nombreux styles d'expression culturelle différents ont émergé ; chaque groupe a créé ses propres formes d'expression dans l'art, la danse, l'armement, les costumes, le chant, la musique, l'architecture et bien plus encore. Pour unifier la nation, la langue tok pisin, autrefois appelée néo-mélanésien (ou pidgin anglais), est devenue la lingua franca, le moyen par lequel divers groupes linguistiques peuvent communiquer entre eux au Parlement, dans les médias et ailleurs. Les habitants vivent généralement dans des villages ou des hameaux dispersés qui dépendent de l'agriculture de subsistance d'ignames et de taro. Le principal animal d'élevage de la Papouasie-Nouvelle-Guinée traditionnelle est le cochon océanien (Sus papuensis).

## Traditions

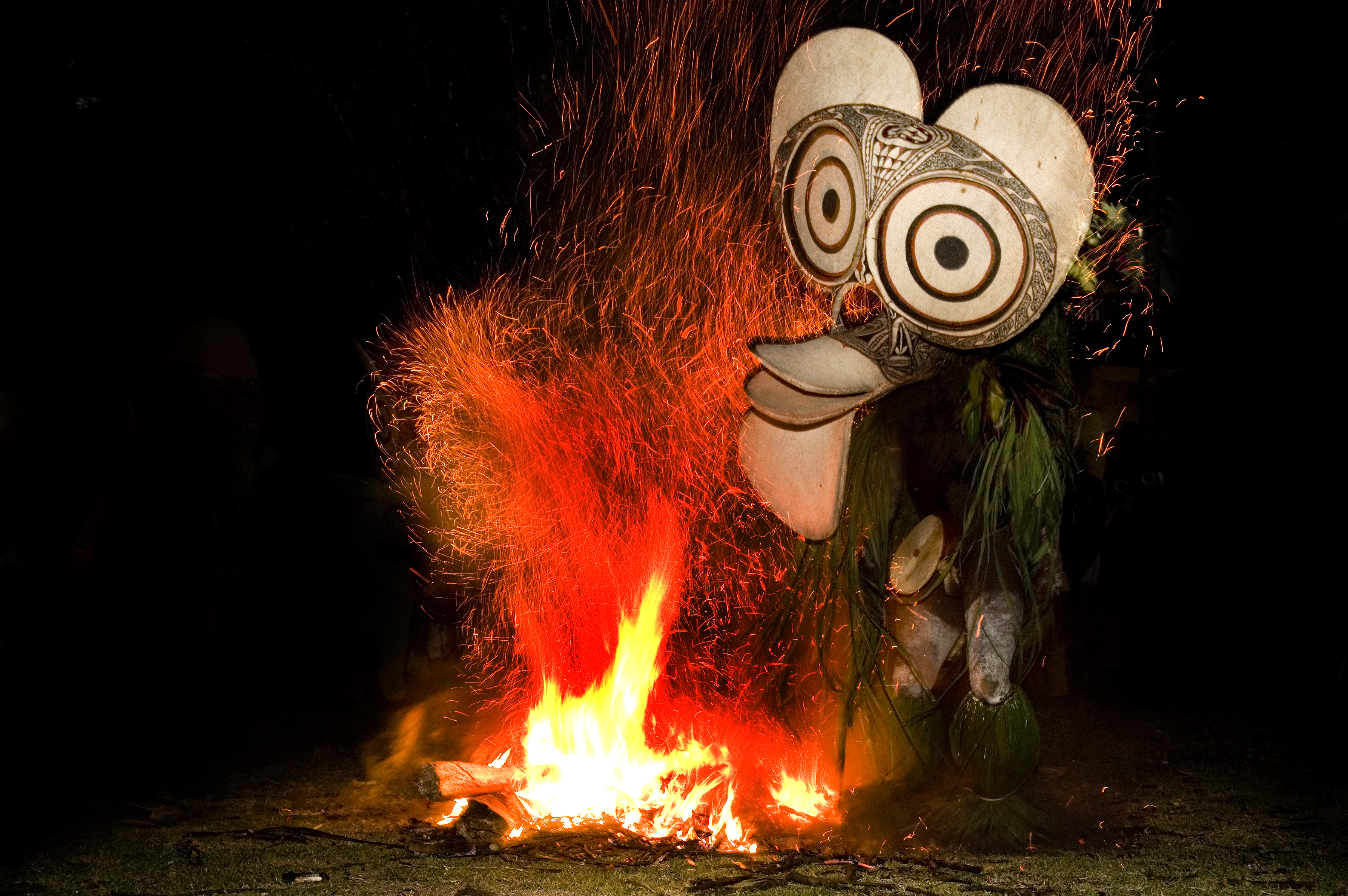
Danseur du feu de la tribu Baining.

Les figurines Bioma sont des figures sculptées en bois de Papouasie-Nouvelle-Guinée qui ont des formes humaines mais représentent l'esprit des animaux, en particulier ceux des cochons sauvages tués lors de chasses organisées. Artefact collecté en 1960 et exposé dans le couloir de l'hôtel Hilton Waikoloa Village, à Hawaï, aux États-Unis.
Sur le fleuve Sepik, il existe une tradition de sculpture sur bois de renommée mondiale. Ces sculpteurs créent des formes de plantes ou d'animaux, car ils croient qu'il s'agit de leurs ancêtres et parce qu'ils les trouvent beaux. Ils créent également des portraits traditionnels de crânes. La tradition artistique malgache de Nouvelle-Irlande est également bien représentée dans les collections des musées du monde entier.
Même si les coquillages ne sont plus la monnaie courante en Papouasie-Nouvelle-Guinée - les coquillages ont été abolis comme monnaie en 1933 - cet héritage est toujours présent dans les coutumes locales. Dans certaines régions du pays, le marié doit apporter une dot à la cérémonie de mariage. Dans certains cas, le prix de la mariée est versé en coquillages dorés. Dans d'autres régions, une dot est versée plutôt qu'un prix de la mariée. Ces paiements peuvent prendre la forme de coquillages, de nourriture, de cochons, d'argent liquide ou d'autres biens. Dans certaines régions des hautes terres de Nouvelle-Guinée, les habitants participent à des rituels locaux colorés appelés « sing-sings ». Ils se peignent et se déguisent avec des plumes, des perles et des peaux d'animaux pour représenter des oiseaux, des arbres ou des esprits des montagnes. Parfois, un événement important, comme une bataille légendaire, est mis en scène lors d'un tel festival musical.

## Musique

### Musique traditionnelle
Les missionnaires chrétiens désapprouvaient la musique folklorique papoue tout au long de la période coloniale de l'histoire du pays. Même après l'indépendance, le monde extérieur connaissait peu de choses sur les genres musicaux traditionnels des divers peuples. La première sortie commerciale à toucher un public international n'a eu lieu qu'en 1991, lorsque l'album Voices of the Rainforest de Mickey Hart est sorti. Après 1872, les étrangers ont introduit des hymnes chrétiens, notamment le chant grégorien. La peroveta anedia, l'ute et le taibubu, toutes des formes de musique polynésienne, ont également été introduites à cette époque. La ruée vers l'or a entraîné un afflux de mineurs australiens qui ont apporté avec eux l'harmonica. Les célébrations traditionnelles, qui incluent des chants, des danses, des festins et des échanges de cadeaux, sont appelées singsings. Des costumes vibrants et colorés ornent les danseurs, tandis qu'un chef et un chœur chantent une approche décalée de la même chanson, produisant un effet de fugue. En 1993, la télévision s'est répandue dans tout le pays et la musique populaire américaine a continué à influencer la musique papoue grâce à la diffusion de la radio depuis la Seconde Guerre mondiale. Depuis 1953, les singsings sont devenus de nature compétitive, avec des concours organisés à Port Moresby, Mt. Hagen et Goroka. En 1949, le premier Papou à atteindre une renommée internationale, Blasius To Una, a commencé sa carrière.

### Musique populaire
La diffusion radiophonique de musique populaire occidentale a commencé à la fin des années 1930. Les orchestres à cordes sont devenus très populaires au début des années 1950 et ont rapidement dominé le paysage pop. À la fin des années 1960, des groupes de rock comme les Kopikats sont apparus dans les villes, tandis que des groupes de cordes comme les Paramana Strangers sont devenus célèbres à l'échelle internationale. Cela a été suivi par l'importation de groupes de bambou, un style de musique des îles Salomon qui utilise des tubes de bambou joués en les frappant avec des sandales. Ce style est arrivé dans la région de Madang au milieu des années 1970 et s'est rapidement répandu dans tout le pays. À la fin des années 1970, une industrie du disque locale est apparue et des artistes comme Sanguma et, plus tard, George Telek, ont commencé à mélanger des styles locaux et occidentaux comme le rock et le jazz.

## Littérature
Ulli Beier, professeur de littérature anglaise à l'Université de Papouasie-Nouvelle-Guinée depuis 1967, a joué un rôle crucial dans l'encouragement des jeunes écrivains et la publication de leurs œuvres. De 1969 à 1974, il a été rédacteur en chef de Kovave, une revue de littérature de Nouvelle-Guinée. Il a également publié Papua Pocket Poets et Pidgin Pocket Plays. Kovave a cessé de paraître en 1974 mais a été remplacé par la revue New Guinea Writing bien que celle-ci se soit concentrée sur les contes populaires. Natachee a été le premier poète papou à paraître sous forme imprimée. La première autobiographie était Kiki d'Albert Maori Kiki en 1974. [citation nécessaire] Le premier roman était Crocodile (1970) de Vincent Eri.

## Arts visuels
La tradition des arts visuels est riche et diversifiée. La Papouasie-Nouvelle-Guinée est notamment célèbre dans le monde entier pour ses sculptures en bois sculpté : masques, canoës, story-boards. La plupart des meilleures collections de ces œuvres sont conservées dans des musées étrangers. Parmi les artistes reconnus comme faisant partie de la première vague d'art contemporain en Papouasie-Nouvelle-Guinée figurent : Mathias Kauage OBE (1944-2003), Timothy Akis, Jakupa Ako et Joe Nalo, tous originaires de la zone urbaine difficile de Port Moresby. Kauage a remporté le prix Blake d'art religieux d'Australie, quatre de ses œuvres sont exposées au Musée d'art moderne de Glasgow et il a eu une exposition personnelle en 2005 au Musée Horniman, « Kauage's Visions: Art from Papua New Guinea ». Parmi les autres artistes visuels papouan-néo-guinéens connus, citons Larry Santana, Martin Morububuna et Heso Kiwi.